# Physoschistura meridionalis
Physoschistura meridionalis är en fiskart som först beskrevs av Zhu 1982.  Physoschistura meridionalis ingår i släktet Physoschistura och familjen grönlingsfiskar. Inga underarter finns listade i Catalogue of Life.